# جوزف مهر
جوزف مهر (انگلیسی: Joseph Mohr؛ ۱۱ دسامبر ۱۷۹۲ – ۴ دسامبر ۱۸۴۸) کشیش، نویسنده مناجات اهل اتریش بود.